# ヒエロニムスマシン
ヒエロニムスマシン (Hieronymus machine) は、アメリカ合衆国フロリダ州出身の電気技術者トーマス・ガレン・ヒエロニムス (Thomas Galen Hieronymus) によって発明された、「エロプティック・エネルギー」を扱う装置の総称。疑似科学的とされる。
出力や精度が使用者の精神力に依存したり、実際の部品を使わず回路図のみで効果を発揮する（後述）など超能力に近いものであるため、現在ではほとんど認められていない。
物質から放射されるエロプティック・エネルギー（光学的特性と電気的特性を併せ持つエネルギーとされている）を測定、放射することにより、遠隔的に人や動物、植物の病気の診断や治療、土壌のパワーアップや害虫駆除などを行う装置であり、幅広い応用分野を持つ。対象物の写真を使ってその診断や治療を行うことができたという。
なお、ヒエロニムスは1946年にこの発明を「鉱物放射検知器」として特許申請し、2年後にアメリカで特許番号2482773を取得している。
使用方法は、測定はセンサー部でとらえた波動を内部の回路で増幅し、検出部のパットにのせた指先の感覚の変化で検知する。つまみを操作し、エネルギーと同調すると指先の感覚が変化するとされる。放射はその測定時に得られたつまみの数値につまみを合わせることによって行う。

## エピソード
- ヒエロニムスは隣人の形見分けとしてもらったアルバート・エイブラムス（英語版）のラジオニクス装置を基礎として、この装置を発明した。装置の原型は1920年頃までに完成し、その後20年ほど改良が続けられた。
- 1968年、ヒエロニムスはこの装置を使ってアポロ8号、アポロ11号乗組員の健康診断を地上から行なったが、その測定結果は後にNASAが発表したものと一致した[3]。
- ヒエロニムスはこの装置を用いて、遠隔地から害虫駆除を行ったとされる。有名なのはニューヨーク、マグローヒル出版社のエド・ハーマンが毛虫の駆除を依頼した話で、ヒエロニムスはサンプルとして毛虫数匹と毛虫がいる樹木の写真とそのネガ、そして試薬を装置にセットし、装置のダイヤルを操作し、500km離れたところから毛虫を駆除した[4]。ユカコ社でも同様の手段を用いて害虫駆除の成果をあげていた。
- SF専門のパルプ・マガジン『アスタウンディング・サイエンス・フィクション』の編集長、ジョン・W・キャンベルはヒエロニムスの特許を基に装置を製作して実験を行っていた。あるとき装置のスイッチを入れ忘れていたにもかかわらず装置が作動したことに気づき、彼は装置の部品を徐々に取り去っていき、最終的には、紙に書いた装置の回路図だけでも動作することを確認したという。